# Ludmiła Baranouska
Ludmiła Wasiljeuna Baranouska (biał. Людміла Васільеўна Бараноўская, ros. Людмила Васильевна Барановская, Ludmiła Wasiljewna Baranowska; ur. 25 sierpnia 1948 w Witebsku) – białoruska nauczycielka i polityk, w latach 1997–2004 członkini Rady Republiki Zgromadzenia Narodowego Republiki Białorusi I i II kadencji.

## Życiorys
Urodziła się 25 sierpnia 1948 roku w mieście Witebsk, w obwodzie witebskim Białoruskiej SRR, ZSRR. W 1972 roku ukończyła Miński Państwowy Pedagogiczny Instytut Języków Obcych, uzyskując wykształcenie nauczycielki języka angielskiego i języka francuskiego. W latach 1966–1972 pracowała w Witebskiej Fabryce Elementów Radiowych. W latach 1972–1986 była nauczycielką, zastępczynią dyrektora w Dołżańskiej Szkole Średniej w rejonie witebskim, Szkoły Średniej Nr 29 w Witebsku, inspektorem w Rejonowym Wydziale Edukacji Narodowej Witebskiego Rejonowego Komitetu Wykonawczego, dyrektorem Szkoły Średniej Nr 1 w Witebsku. W latach 1986–1988 pracowała jako nauczycielka, zastępczyni dyrektora, dyrektor Pokaczewskiej Szkoły Średniej w rejonie niżniewartowskim obwodu tiumeńskiego Rosyjskiej FSRR. Od 1989 roku do co najmniej pierwszych lat XXI wieku była dyrektorem Szkoły Średniej Nr 29 w Witebsku.
W latach 1984–1986 oraz 1991–1995 była deputowaną do Październikowej Rejonowej Rady Deputowanych m. Witebska. W latach 1987–1989 była deputowaną do Łangiepaskiej Miejskiej Rady Deputowanych w obwodzie tiumeńskim Rosyjskiej FSRR. W latach 1992–1994 pełniła funkcję członka kolegium w Ministerstwie Edukacji Republiki Białorusi. 13 stycznia 1997 roku została członkinią Rady Republiki Zgromadzenia Narodowego Republiki Białorusi I kadencji. Od 22 stycznia pełniła w niej funkcję członkini Stałej Komisji ds. Międzynarodowych i Bezpieczeństwa Narodowego. 19 grudnia 2000 roku została członkinią Rady Republiki II kadencji. Pełniła w niej funkcję członkini tej samej komisji. Jej kadencja w Radzie Republiki zakończyła się 15 listopada 2004 roku.

## Odznaczenia
- Gramota Pochwalna Rady Najwyższej Republiki Białorusi (1992);
- odznaka „Przodownik Edukacji Republiki Białorusi” (1997)[2].

## Życie prywatne
Ludmiła Baranouska jest mężatką.